# ガズリング
『ガズリング』（GOSLING）は、才谷ウメタロウによる日本の漫画作品。バドミントンを題材にした漫画作品で、『週刊漫画TIMES』（芳文社刊）で連載されていた。才谷は本作品で同誌初登場。また、自身としては初のスポーツ漫画でもある。
ひょんなことからバドミントンの世界に飛び込んでしまった女子高生の活躍を描いた作品。タイトルの「GOSLING」は、「ガチョウの子」の意味。ガチョウの羽はバドミントンのシャトルに使われる。元バドミントン日本代表の陣内貴美子は当作品に太鼓判を押しており、2012年7月20日発売の同誌の8月3日号の特別企画にて作者との対談を果たしている。

## あらすじ
この春、高校に進学した主人公・武智紗羽。ある日、休み時間に友人2人とたまたま置いてあったバドミントンのラケットを見つけ、軽い程度で遊んでいたものの、その光景をバドミントン部の厳格な先輩部員・坂本つばさに目をつけられ、ラケットの買取をかけて勝負を挑まれることになってしまう。
だが事態は一変し、紗羽達3人はつばさの命令で半ば強制的にバドミントン部へ入らされる羽目に。こうして、紗羽達のバドミントン部での活動が幕を開けた。

## 登場人物

### 主人公
武智紗羽（たけち さわ）
本作の主人公。高校1年生。元日本代表コーチ・沢村タエ子の孫。中学時代は美術部所属で運動は苦手。
バド部の先輩部員・つばさに勝負を挑まれた際に不思議な感覚を見抜かれたことにより、むりやりバドミントン部へと入部させられることとなる。バド未経験ながらにして経験者の早川を差し置き、初戦のインターハイで初試合を果たし、つばさとダブルスを組む。

### 松葉高校・バドミントン部
坂本つばさ（さかもと つばさ）
松葉高校バドミントン部の2年生の部員。ストイックな性格で新入部員に対しても一切容赦しない。紗羽の友人の七海からは陰で「サディモト」と呼ばれている。1年前のインターハイ予選で初出場した際に対戦相手の笹久保高校に標的にされ惨敗し、以降心に傷を負っている。
野地マリエ（のじ マリエ）
3年生の部員。バドミントン部部長。『高校バド界の女王』の異名を持つ。裾の丈が非常に短い試合専用のスカートタイプのユニフォームを新調した。
香坂あきる（こうさか あきる）
2年生の部員。つばさの友人。何事にも明るい性格。つばさと同様に練習には厳しいが、その反面面倒見が良く、後輩達からの信頼も篤い。マリエの引退に伴い、新生バドミントン部の新部長に任命される。
近藤七海（こんどう ななみ）
1年生の部員。紗羽の友人。中学時代は帰宅部。その巨漢が物語る通り運動は苦手だが、応援の声量は人一倍大きい。一言余計な性格。
一ノ瀬涼子（いちのせ りょうこ）
1年生の部員。紗羽の友人。中学時代は生物部。メガネをかけた地味な風貌が印象的。
早川麻佑（はやかわ まゆ）
1年生の部員。新入部員の中では唯一のバドミントン経験者。熱烈な野地マリエの大ファン。中学時代はキャプテンを努めていた。
野地ルイ（のじ ルイ）
松葉高校バドミントン部コーチ。マリエの兄。コーチとしての腕は確かだが、指導の際にしばしばセクハラ紛いのスキンシップをする。初登場当初は紗羽達から不審者と誤認された。

### 笹久保高校
新田あかり（にった あかり）
笹久保高校バドミントン部の2年生の部員。つばさとは因縁のライバル関係にあり、1年前の初戦のインターハイで彼女に圧勝している。

### その他
沢村タエ子（さわむら たえこ）
紗羽の祖母で元バドミントンの日本代表コーチ。物語開始時点では既に故人。若いころの顔つきは孫に似ている。晩年は孫にバドミントンを教えており、その際に「ガズリング」という言葉を伝えた。
岡田カンナ（おかだ カンナ）
番外編に登場。松葉高校バドミントン部の新1年生部員の一人。つばさを慕っている。

## 書誌情報
- 才谷ウメタロウ『ガズリング』 芳文社 〈芳文社コミックス〉全4巻
  1. 2012年7月17日発売[1] ISBN 978-4-8322-3306-5
  2. 2012年10月16日発売[1] ISBN 978-4-8322-3326-3
  3. 2013年4月16日発売 ISBN 978-4-8322-3349-2
  4. 2013年7月16日発売 ISBN 978-4-8322-3363-8

## その他
- 作者の次作『ファイヤー・ガール』2巻の特典描き下ろし小冊子[2]に、松葉高校1年生の4人組が通りすがりの女子高生として登場している。